# Norwegischer Fußballpokal der Männer 1945
Der norwegische Fußballpokal 1945 (kurz auch NM-Cup 1945 genannt) war die 40. Austragung des Fußballpokalwettbewerbs der Männer. Aufgrund des Zweiten Weltkriegs war dies der erste Pokalwettbewerb seit fünf Jahren. Pokalsieger wurde der SFK Lyn Oslo. Das Team setzte sich im Finale nach zwei Wiederholungen gegen Titelverteidiger Fredrikstad FK durch.

## 1. Runde
| Datum      |                       | Ergebnis  |                           |
| ---------- | --------------------- | --------- | ------------------------- |
| 12.08.1945 | IF Birkebeineren      | 5:2       | Kongsberg IF              |
|            | IL Braatt             | 1:3       | IL Nordlandet             |
|            | Brann Bergen          | 7:0       | Florvåg IF                |
|            | Briskebyen FL         | 2:3       | Kapp IF                   |
|            | IL Brodd              | 3:3 n. V. | Viking Stavanger          |
|            | SK Djerv              | 3:4 n. V. | Høydekameratene           |
|            | Drøbak IF             | 0:2       | Moss FK                   |
|            | Eidsvold IF           | 1:7       | Skeid Oslo                |
|            | Fram IL Brumunddal    | 1:5       | Bøn FK                    |
|            | Fram Larvik           | 3:1 n. V. | IF Bjart/Freidig/Grønvold |
|            | Fredensborg SBK       | 0:3       | SK Strong                 |
|            | Frigg Oslo FK         | 4:1       | Asker SK                  |
|            | Geithus IL            | 0:3       | Strømsgodset IF           |
|            | FK Lyn                | 3:1       | Vardal IF                 |
|            | Gleng FK              | 2:6       | Lisleby FK                |
|            | IK Grane Arendal      | 3:4 n. V. | FK Donn                   |
|            | SK Grane Oslo         | 00:14     | Fredrikstad FK            |
|            | Gresvik IF            | 3:2 n. V. | FK Sparta Sarpsborg       |
|            | Grue IL               | 1:3       | Haga IF                   |
|            | SK Hardy              | 2:3       | IL Fjell-Kameratene       |
|            | SK Jarl               | 0:5       | SK Djerv 1919             |
|            | FK Jerv               | 1:2       | Start Kristiansand        |
|            | Jordal IF             | 1:3       | SK Gjøa                   |
|            | Klepp IL              | 5:3       | FK Mandalskameratene      |
|            | Kristiansund FK       | 4:0       | Molde FK                  |
|            | Kvik Halden FK        | 4:2       | Kråkerøy IL               |
|            | Lilleaker IF          | 0:2       | Vålerenga Oslo            |
|            | Lillestrøm SK         | 7:2       | Bjørkelangen SF           |
|            | SFK Lyn Oslo          | 4:0       | SK Lillestrøm/Fram        |
|            | Lyn Trondheim         | 2:4       | SK Falken                 |
|            | Mjøndalen IF          | 2:2 n. V. | Eiker SBK                 |
|            | Moelven IL            | 0:6       | IL Spartacus Oslo         |
|            | SK Nationalkameratene | 5:0       | SK Brage                  |
|            | Neset FK              | 3:1 n. V. | SK Tryggkameratene        |
|            | SK Nessegutten        | 2:4       | Verdal IL                 |
|            | Nydalens SK           | 6:1       | Sandvika IL               |
|            | Odds BK               | 5:0       | Rjukan IL                 |
|            | IF Pors               | 2:1 n. V. | Skiens BK                 |
|            | Ranheim IL            | 4:0       | IL Gå-På Tynset           |
|            | SK Rapid Moss         | 4:2       | SK Falk Horten            |
|            | Raufoss IL            | 3:1 n. V. | Jevnaker IF               |
|            | SK Rollon             | 2:5       | SK Træff                  |
|            | Rosenborg Trondheim   | 1:2       | FK Kvik Trondheim         |
|            | Sandefjord BK         | 3:1 n. V. | Larvik Turn               |
|            | Sarpsborg FK          | 12:10     | Kjelsås IL                |
|            | Selbak TIF            | 3:2       | Stabæk IF                 |
|            | IF Skiens-Grane       | 1:0       | IF Tønsberg-Kameratene    |
|            | SBK Skiold            | 2:0       | Storms BK                 |
|            | Slemmestad IF         | 2:1       | Drammens BK               |
|            | SK Snøgg              | 1:1 n. V. | Urædd FK                  |
|            | Solberg SK            | 2:1       | SBK Drafn                 |
|            | Steinkjer FK          | 0:3       | Trondheims-Ørn SK         |
|            | Torp IF               | 6:0       | Sandaker SFK              |
|            | Trysilgutten IL       | 1:2       | Hamar IL                  |
|            | Tønsbergs TF          | 5:2       | Strømmen IF               |
|            | Ulefoss SF            | 1:3       | IF Borg                   |
|            | SK Vard Haugesund     | 2:0       | Staal Jørpeland IL        |
|            | FK Vigør              | 2:0       | Flekkefjord FK            |
|            | FBK Voss              | 6:0       | Nymark IL                 |
|            | SK Wing               | 2:0       | Løkken IF                 |
|            | FK Ørn                | 1:2       | Vikersund IF              |
|            | Aalesunds FK          | 8:0       | Volda TI                  |
|            | Ålgård FK             | 1:3       | Stavanger IF              |
|            | Årstad IL             | 5:1       | SK Falken Hoyanger        |

### Wiederholungsspiele
| Datum      |                  | Ergebnis |              |
| ---------- | ---------------- | -------- | ------------ |
| 15.08.1945 | Eiker SBK        | 0:1      | Mjøndalen IF |
|            | Urædd FK         | 6:2      | SK Snøgg     |
|            | Viking Stavanger | 4:0      | IL Brodd     |

## 2. Runde
| Datum      |                     | Ergebnis  |                       |
| ---------- | ------------------- | --------- | --------------------- |
| 19.08.1945 | Bøn FK              | 00:10     | SFK Lyn Oslo          |
|            | IF Borg             | 3:2       | FK Vigør              |
|            | SK Djerv 1919       | 2:0       | Brann Bergen          |
|            | FK Donn             | 2:3 n. V. | Start Kristiansand    |
|            | SK Falken           | 2:3       | SK Wing               |
|            | IL Fjell-Kameratene | 1:4       | FBK Voss              |
|            | Fredrikstad FK      | 7:0       | Solberg SK            |
|            | SK Gjøa             | 4:3       | FK Lyn                |
|            | Haga IF             | 0:5       | Lillestrøm SK         |
|            | Hamar IL            | 2:6       | Nydalens SK           |
|            | Høydekameratene     | 1:3       | Årstad IL             |
|            | Kapp IF             | 3:4 n. V. | Frigg Oslo FK         |
|            | FK Kvik Trondheim   | 2:1       | Neset FK              |
|            | Lisleby FK          | 5:1       | IF Pors               |
|            | Mjøndalen IF        | 2:1       | IF Skiens-Grane       |
|            | Moss FK             | 4:0       | Slemmestad IF         |
|            | IL Nordlandet       | 0:1       | Kristiansund FK       |
|            | Odds BK             | 0:1       | Fram Larvik           |
|            | Sandefjord BK       | 3:0       | Torp IF               |
|            | Skeid Oslo          | 5:2       | Gresvik IF            |
|            | IL Spartacus Oslo   | 0:8       | Raufoss IL            |
|            | Stavanger IF        | 3:1       | SK Vard Haugesund     |
|            | SK Strong           | 1:1 n. V. | SBK Skiold            |
|            | Strømsgodset IF     | 3:1       | Kvik Halden FK        |
|            | Tønsbergs TF        | 1:4       | Sarpsborg FK          |
|            | Urædd FK            | 1:2       | IF Birkebeineren      |
|            | Verdal IL           | 3:0       | SK Nationalkameratene |
|            | Vikersund IF        | 1:0       | SK Rapid Moss         |
|            | Viking Stavanger    | 2:1       | Klepp IL              |
|            | Vålerenga Oslo      | 2:1 n. V. | Selbak TIF            |
|            | Trondheims-Ørn SK   | 0:4       | Ranheim IL            |
|            | Aalesunds FK        | 3:1       | SK Træff              |

### Wiederholungsspiel
| Datum      |            | Ergebnis |           |
| ---------- | ---------- | -------- | --------- |
| 26.08.1945 | SBK Skiold | 4:1      | SK Strong |

## 3. Runde
| Datum      |                    | Ergebnis  |                  |
| ---------- | ------------------ | --------- | ---------------- |
| 02.09.1945 | Årstad IL          | 1:0       | FBK Voss         |
|            | IF Birkebeineren   | 0:3       | Strømsgodset IF  |
|            | Fram Larvik        | 0:3       | Fredrikstad FK   |
|            | Frigg Oslo FK      | 1:3       | Mjøndalen IF     |
|            | Kristiansund FK    | 2:1 n. V. | Aalesunds FK     |
|            | FK Kvik Trondheim  | 1:2       | SK Wing          |
|            | Lillestrøm SK      | 1:0       | Vålerenga Oslo   |
|            | Lisleby FK         | 2:0       | IF Borg          |
|            | SFK Lyn Oslo       | 5:0       | Sandefjord BK    |
|            | Nydalens SK        | 2:2 n. V. | Moss FK          |
|            | Ranheim IL         | 1:0       | Verdal IL        |
|            | Raufoss IL         | 1:1 n. V. | SK Gjøa          |
|            | Sarpsborg FK       | 3:1       | Vikersund IF     |
|            | SBK Skiold         | 0:1       | Skeid Oslo       |
|            | Stavanger IF       | 3:1       | SK Djerv 1919    |
|            | Start Kristiansand | 2:2 n. V. | Viking Stavanger |

### Wiederholungsspiele
| Datum      |                  | Ergebnis  |                    |
| ---------- | ---------------- | --------- | ------------------ |
| 09.09.1945 | SK Gjøa          | 6:3       | Raufoss IL         |
|            | Moss FK          | 1:1 n. V. | Nydalens SK        |
|            | Viking Stavanger | 3:1       | Start Kristiansand |
| 13.09.1945 | Nydalens SK      | 1:2       | Moss FK            |

## 4. Runde
| Datum      |                  | Ergebnis  |                 |
| ---------- | ---------------- | --------- | --------------- |
| 16.09.1945 | Årstad IL        | 3:2       | Stavanger IF    |
|            | Fredrikstad FK   | 10:10     | Lillestrøm SK   |
|            | SK Gjøa          | 3:4 n. V. | Kristiansund FK |
|            | Viking Stavanger | 0:6       | Lisleby FK      |
|            | Mjøndalen IF     | 0:1       | SFK Lyn Oslo    |
|            | Moss FK          | 1:1 n. V. | Strømsgodset IF |
|            | Skeid Oslo       | 7:1       | Ranheim IL      |
|            | SK Wing          | 2:6       | Sarpsborg FK    |

### Wiederholungsspiel
| Datum      |                 | Ergebnis |         |
| ---------- | --------------- | -------- | ------- |
| 19.09.1945 | Strømsgodset IF | 0:1      | Moss FK |

## Viertelfinale
| Datum      |                | Ergebnis |                 |
| ---------- | -------------- | -------- | --------------- |
| 23.09.1945 | Fredrikstad FK | 4:0      | Årstad IL       |
|            | SFK Lyn Oslo   | 6:0      | Kristiansund FK |
|            | Lisleby FK     | 3:0      | Moss FK         |
|            | Sarpsborg FK   | 4:3      | Skeid Oslo      |

## Halbfinale
| Datum      |                | Ergebnis |              |
| ---------- | -------------- | -------- | ------------ |
| 30.09.1945 | Fredrikstad FK | 3:0      | Sarpsborg FK |
|            | SFK Lyn Oslo   | 6:1      | Lisleby FK   |

## Finale
| Fredrikstad FK                              | Fredrikstad FK | SFK Lyn Oslo | SFK Lyn Oslo |
| ------------------------------------------- | --- | --- | ------------ |
| Fredrikstad FK                              | \| Finale \| \| 14. Oktober 1945 in Oslo (Ullevaal-Stadion) \| \| Ergebnis: 1:1 n. V. (1:1, 0:1) \| \| Zuschauer: 34.162 \| \| Schiedsrichter: Haakon Engebretsen \| \| Spielbericht \|       | \| Finale \| \| 14. Oktober 1945 in Oslo (Ullevaal-Stadion) \| \| Ergebnis: 1:1 n. V. (1:1, 0:1) \| \| Zuschauer: 34.162 \| \| Schiedsrichter: Haakon Engebretsen \| \| Spielbericht \| | SFK Lyn Oslo |
| Fredrikstad FK                              | Hans Hansen – Rolf Johannessen, Bjørn Berger – Gunnar Andreassen, Erik Holmberg, Reidar Olsen – Thorleif Larsen, Bjørn Spydevold, Knut Brynildsen, Kjell Moe (47. Jacob Wilhelms), Arne Ileby | Tom Blohm – Eugen Hansen, Øivind Holmsen – Nils Andresen, Kristian Henriksen, Adalbert Kjellberg – Marlow Bråthen, John Sveinsson, Knut Osnes, Magnar Isaksen, Arne Brustad             | SFK Lyn Oslo |
| Fredrikstad FK                              | 1:1 Knut Brynildsen (46., Elfmeter) | 0:1 Knut Osnes (19.) | SFK Lyn Oslo |
| Finale                                      | | |              |
| 14. Oktober 1945 in Oslo (Ullevaal-Stadion) | | |              |
| Ergebnis: 1:1 n. V. (1:1, 0:1)              | | |              |
| Zuschauer: 34.162                           | | |              |
| Schiedsrichter: Haakon Engebretsen          | | |              |
| Spielbericht                                | | |              |

### Wiederholungsspiel
| Fredrikstad FK                                    | Fredrikstad FK | SFK Lyn Oslo | SFK Lyn Oslo |
| ------------------------------------------------- | --- | --- | ------------ |
| Fredrikstad FK                                    | \| Finale Wiederholung \| \| 28. Oktober 1945 in Sarpsborg (Sarpsborg-Stadion) \| \| Ergebnis: 1:1 n. V. (1:1, 0:1) \| \| Zuschauer: 18.000 \| \| Schiedsrichter: Edvin Pedersen \| \| Spielbericht \| | \| Finale Wiederholung \| \| 28. Oktober 1945 in Sarpsborg (Sarpsborg-Stadion) \| \| Ergebnis: 1:1 n. V. (1:1, 0:1) \| \| Zuschauer: 18.000 \| \| Schiedsrichter: Edvin Pedersen \| \| Spielbericht \| | SFK Lyn Oslo |
| Fredrikstad FK                                    | Hans Hansen – Rolf Johannessen, Bjørn Berger – Gunnar Andreassen, Erik Holmberg, Reidar Olsen – Jacob Wilhelms, Bjørn Spydevold, Knut Brynildsen, Arne Ileby, Thorleif Larsen                          | Tom Blohm – Eugen Hansen, Øivind Holmsen – Nils Andresen, Kristian Henriksen, Adalbert Kjellberg – Marlow Bråthen, Kristian Hammerstrøm, Knut Osnes, Magnar Isaksen, Arne Brustad                      | SFK Lyn Oslo |
| Fredrikstad FK                                    | 1:1 Arne Ileby (84.) | 0:1 Knut Osnes (19.) | SFK Lyn Oslo |
| Finale Wiederholung                               | | |              |
| 28. Oktober 1945 in Sarpsborg (Sarpsborg-Stadion) | | |              |
| Ergebnis: 1:1 n. V. (1:1, 0:1)                    | | |              |
| Zuschauer: 18.000                                 | | |              |
| Schiedsrichter: Edvin Pedersen                    | | |              |
| Spielbericht                                      | | |              |

### Zweites Wiederholungsspiel
| SFK Lyn Oslo                               | SFK Lyn Oslo | Fredrikstad FK | Fredrikstad FK |
| ------------------------------------------ | --- | --- | -------------- |
| SFK Lyn Oslo                               | \| Finale Wiederholung \| \| 4. November 1945 in Oslo (Bislett-Stadion) \| \| Ergebnis: 4:0 (4:0) \| \| Zuschauer: 31.412 \| \| Schiedsrichter: Nils Gundersen \| \| Spielbericht \| | \| Finale Wiederholung \| \| 4. November 1945 in Oslo (Bislett-Stadion) \| \| Ergebnis: 4:0 (4:0) \| \| Zuschauer: 31.412 \| \| Schiedsrichter: Nils Gundersen \| \| Spielbericht \| | Fredrikstad FK |
| SFK Lyn Oslo                               | Tom Blohm – Eugen Hansen, Øivind Holmsen – Eilert Eilertsen, Kristian Henriksen, Adalbert Kjellberg – Marlow Bråthen, John Sveinsson, Knut Osnes, Magnar Isaksen, Arne Brustad       | Hans Hansen – Rolf Johannessen, Bjørn Berger – Gunnar Andreassen, Erik Holmberg, Reidar Olsen – Thorleif Larsen, Bjørn Spydevold, Knut Brynildsen, Arne Ileby, Jacob Wilhelms        | Fredrikstad FK |
| SFK Lyn Oslo                               | 1:0 John Sveinsson (17.) 2:0 Marlow Bråthen (25.) 3:0 Marlow Bråthen (30.) 4:0 Marlow Bråthen (35.)                                                                                  | | Fredrikstad FK |
| Finale Wiederholung                        | | |                |
| 4. November 1945 in Oslo (Bislett-Stadion) | | |                |
| Ergebnis: 4:0 (4:0)                        | | |                |
| Zuschauer: 31.412                          | | |                |
| Schiedsrichter: Nils Gundersen             | | |                |
| Spielbericht                               | | |                |